# Sophie Kinsella
Sophie Kinsella (pseudoniem van Madeleine Wickham, Londen, 12 december 1969) is een Britse schrijfster van de Shopaholic-reeks.

## Levensloop
Kinsella studeerde aanvankelijk muziek aan het New College in Oxford, maar verruilde die studie al na een jaar voor politicologie, filosofie en economie. Daarna heeft ze gewerkt als leraar en als financieel journalist.
Onder haar eigen naam, Madeleine Wickham, schreef ze haar eerste roman, The Tennis Party, toen ze 24 jaar oud was. Ze werkte toen nog als financieel journalist.
Het eerste boek onder haar pseudoniem Sophie Kinsella liet ze anoniem aan haar uitgever Black Swan lezen. Hierdoor kwam ze als het ware een tweede keer 'in dienst' bij dezelfde uitgever: onder haar eigen naam en onder haar pseudoniem.
Ze is getrouwd met een voormalig operazanger en heeft haar man professioneel op de piano begeleid op tours door het Midden-Oosten en Afrika. Ze woont in Surrey met haar man en vijf kinderen. Vier jongens en een meisje.
In april 2024 maakte ze bekend dat ze sinds eind 2022 weet dat ze een glioblastoma heeft, een hersentumor. 

### Gepubliceerd onder de naam Madeleine Wickham
- 1995 - The Tennis Party (De tennisparty aka Het tennisweekend)
- 1996 - A Desirable Residence (De vraagprijs)
- 1997 - Swimming Pool Sunday (Het zwemfeestje)
- 1998 - The Gatecrasher (Zoete Tranen)
- 1999 - The Wedding Girl (Dubbel feest!)
- 2000 - Cocktails for Three (De cocktailclub)
- 2001 - Sleeping Arrangements (Slapeloze nachten)

### Gepubliceerd onder de naam Sophie Kinsella
- 2000 - Shopaholic! (The secret dreamworld of a Shopaholic)
- 2001 - Shopaholic! in alle staten (Shopaholic abroad)
- 2002 - Shopaholic! zegt ja (Shopaholic ties the knot)
- 2003 - Hou je mond! (Can you keep a secret?)
- 2004 - Shopalicious! (Shopaholic & sister)
- 2005 - Aanpakken! (The undomestic goddess)
- 2007 - Shopaholic & baby (Shopaholic & baby)
- 2008 - Ken je me nog? (Remember me?)
- 2009 - Confessions of a Shopaholic (The secret dreamworld of a Shopaholic & Shopaholic abroad)
- 2009 - Wat spook jij uit? (Twenties girl)
- 2010 - Mini-Shopaholic (Mini Shopaholic)
- 2011 - Valentijn blues (Valentine’s day blues)
- 2011 - Kerstcadeaus, kerstverhaal speciaal voor bijlage Vrouw van de Telegraaf op 21-12-2011
- 2012 - Mag ik je nummer even? (I've got your number)
- 2013 - Ik krijg je wel (Wedding night)
- 2014 - Shopaholic naar de sterren (Shopaholic to the stars)
- 2015 - Niet te filmen! (Finding Audrey)
- 2016 - Shopaholic grijpt in (Shopaholic to the rescue)
- 2017 - Mijn niet zo perfecte leven (My not so perfect life)
- 2018 - Verras me (Surprise me)
- 2019 - Voor wat, hoort wat (I owe you one)
- 2021 - Liever verliefd (Love your life)
- 2022 - De Partycrasher (The Partycrasher)
- 2023 - De Burn-out (The burn-out)
- 2024 - Hoe voelt het? (What Does it Feel Like?)

## Bestseller 60
| Boeken met noteringen in de Nederlandse Bestseller 60 | Jaar van verschijnen | Datum van binnenkomst | Hoogste positie | Aantal weken | Opmerkingen           |
| ----------------------------------------------------- | -------------------- | --------------------- | --------------- | ------------ | --------------------- |
| Shopaholic! zegt ja                                   | 2003                 | 05-07-2003            | 39              | 5            |                       |
| Hou je mond!                                          | 2003                 | 27-03-2004            | 12              | 58           |                       |
| Shopaholic! omnibus                                   | 2004                 | 12-06-2004            | 13              | 22           |                       |
| Shopalicious!                                         | 2004                 | 05-03-2005            | 5               | 33           |                       |
| Aanpakken!                                            | 2006                 | 11-03-2006            | 6               | 47           |                       |
| Shopaholic & baby                                     | 2007                 | 10-03-2007            | 3               | 23           |                       |
| Ken je me nog?                                        | 2008                 | 23-02-2008            | 4               | 25           |                       |
| Dubbel feest!                                         | 2008                 | 04-10-2008            | 39              | 5            | als Madeleine Wickham |
| Confessions of a Shopaholic                           | 2009                 | 14-03-2009            | 35              | 7            | Filmeditie            |
| Zoete tranen                                          | 2009                 | 20-06-2009            | 31              | 14           | als Madeleine Wickham |
| Wat spook jij uit?                                    | 2009                 | 10-10-2009            | 14              | 20           |                       |
| De cocktailclub                                       | 2010                 | 29-05-2010            | 26              | 16           | als Madeleine Wickham |
| Mini-Shopaholic                                       | 2010                 | 09-10-2010            | 2               | 17           |                       |
| Het zwemfeestje                                       | 2011                 | 11-06-2011            | 15              | 25           | als Madeleine Wickham |
| Mag ik je nummer even?                                | 2012                 | 18-02-2012            | 5               | 19           |                       |
| De vraagprijs                                         | 2012                 | 30-06-2012            | 33              | 8            | als Madeleine Wickham |
| De tennisparty                                        | 2013                 | 27-04-2013            | 22              | 4            | als Madeleine Wickham |
| Ik krijg je wel                                       | 2013                 | 29-06-2013            | 11              | 11           | als Madeleine Wickham |

- Bibsys: 37782
- Biblioteca Nacional de España: XX1531935
- Bibliothèque nationale de France: cb131821214 (data)
- Catàleg d'autoritats de noms i títols de Catalunya: 981060711900606706
- CiNii: DA11707218
- Gemeinsame Normdatei: 118005901
- International Standard Name Identifier: 0000 0001 2030 0738
- Library of Congress Control Number: no95041161
- Nationale Bibliotheek van Letland: 000011123
- MusicBrainz: 9de026f1-1d3a-409e-83df-ba4c46546230
- Bibliotheek van het Japanse parlement: 00707376
- Nationale Bibliotheek van Tsjechië: jo2006362221
- Nationale bibliotheek van Australië: 35473508
- Nationale Bibliotheek van Israël: 987007393462905171
- Nationale Bibliotheek van Polen: a0000001251031
- Nationale en Universitaire bibliotheek Zagreb: 000279224
- Nederlandse Thesaurus van Auteursnamen: 139287183
- Istituto Centrale per il Catalogo Unico: RAVV236585
- LIBRIS: 313647
- Système universitaire de documentation: 035329297
- Trove: 965868
- Virtual International Authority File: 87254550
- WorldCat: E39PCjrmVwtKVwD7jmdT7rVhBP